# Społeczeństwo cywilne
Zasugerowano, aby zintegrować ten artykuł z artykułem Społeczeństwo obywatelskie (dyskusja). Nie opisano powodu propozycji integracji.
Społeczeństwo cywilne – sfera prywatno-cywilnej aktywności jednostek, której głównym celem jest zaspokajanie ich potrzeb. Całokształt stosunków społeczno-ekonomicznych wraz z ich prawno-instytucjonalnymi gwarancjami. Koncepcja stworzona przez G.W.F. Hegla jako „system potrzeb”. Relacje pomiędzy społeczeństwem cywilnym a społeczeństwem politycznym były istotnym elementem opisu rzeczywistości społecznej w ramach nowoczesnego dyskursu społeczno-politycznego, m.in. w twórczości Alexisa de Tocqueville’a, Karola Marksa oraz Ferdynanda Tönniesa.
Ta nowoczesna liberalna koncepcja wywodzi się z klasycznej republikańskiej społeczności cywilnej. Termin zastąpiony w 1949 r. przez komunistyczną cenzurę terminem społeczeństwo obywatelskie w celu uniemożliwienia prawidłowego rozumienia prac Marksa.